# Salon (Dordogne)
Salon település Franciaországban, Dordogne megyében. Lakosainak száma 275 fő (2022. január 1.). Salon Sanilhac, Lacropte, Val de Louyre et Caudeau, Veyrines-de-Vergt, Saint-Michel-de-Villadeix, Vergt és Marsaneix községekkel határos.

## Népesség
A település népessége az elmúlt években az alábbi módon változott:
| Lakosok száma | 207  | 205  | 213  | 243  | 272  | 275  | 277  | 280  | 286  | 275  |
|               | 1968 | 1982 | 1990 | 2006 | 2013 | 2015 | 2017 | 2019 | 2020 | 2022 |